# Cầu lông tại Thế vận hội Mùa hè 2008
Giải cầu lông tại Thế vận hội Mùa hè 2008 diễn ra từ ngày 9 đến ngày 17 tháng 8 năm 2008 tại Nhà thi đấu trường Đại học Kỹ thuật Bắc Kinh.

## Xếp hạng theo quốc gia
| 1    | Trung Quốc (CHN) | 3 | 2 | 3 | 8  |
| 2    | Indonesia (INA)  | 1 | 1 | 1 | 3  |
| 3    | Hàn Quốc (KOR)   | 1 | 1 | 1 | 3  |
| 4    | Malaysia (MAS)   | 0 | 1 | 0 | 1  |
| Tổng | Tổng             | 5 | 5 | 5 | 15 |

## Bảng huy chương
| Nội dung   | Vàng                                         | Bạc                                           | Đồng                                        |
| ---------- | -------------------------------------------- | --------------------------------------------- | ------------------------------------------- |
| Đơn nam    | Lâm Đan · Trung Quốc                         | Lý Tông Vỹ · Malaysia                         | Trần Kim · Trung Quốc                       |
| Đôi nam    | Markis Kido · và Hendra Setiawan · Indonesia | Thái Uân · và Phó Hải Phong · Trung Quốc      | Lee Jae-jin · và Hwang Ji-man · Hàn Quốc    |
| Đơn nữ     | Trương Ninh · Trung Quốc                     | Tạ Hạnh Phương · Trung Quốc                   | Maria Kristin Yulianti · Indonesia          |
| Đôi nữ     | Đỗ Tinh · và Vu Dương · Trung Quốc           | Lee Kyung-Won · và Lee Hyo-Jung · Hàn Quốc    | Trương Á Văn · và Ngụy Dật Lực · Trung Quốc |
| Đôi nam nữ | Lee Yong-dae · và Lee Hyo-jung · Hàn Quốc    | Nova Widianto · và Lilyana Natsir · Indonesia | Hà Hán Bân · và Vu Dương · Trung Quốc       |